# Carl David Weber (Unternehmer)

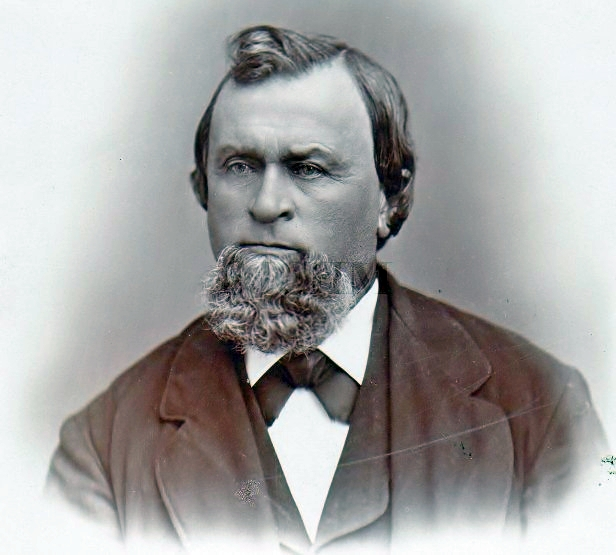
Carlos Maria Weber

Carl David Weber, später Charles M. Weber (* 18. Februar 1814 in Steinwenden; † 4. Mai 1881 in Stockton (Kalifornien)) war ein deutschamerikanischer Unternehmer. Er war Gründer der Stadt Stockton.

## Leben
Weber entstammte einer alten reformierten Pfarrersfamilie. Kindheit und Jugend verbrachte er in Homburg, wo sein Vater Präsident des Lokalkonsistoriums und später Dekan wurde. Sein Vater Karl Gottfried Weber war eng befreundet mit dem Homburger Landcommissär Philipp Jakob Siebenpfeiffer, dem späteren Initiator des Hambacher Festes. Nach dem Besuch der Volksschule in Homburg und des Zweibrücker Gymnasiums absolvierte Carl David Weber in Homburg eine kaufmännische Lehre. Im Haushalt seines Lehrherrn, des Kaufmanns Christian Scharpff, kam er in Kontakt mit dessen gleichnamigen Sohn Christian Scharpff und über diesen auch mit Johann Georg August Wirth, dem Herausgeber und Redakteur der Deutschen Tribüne. 1836 emigrierte Weber gemeinsam mit seinem Vetter Theodor Engelmann in die Vereinigten Staaten.

### In Nordamerika

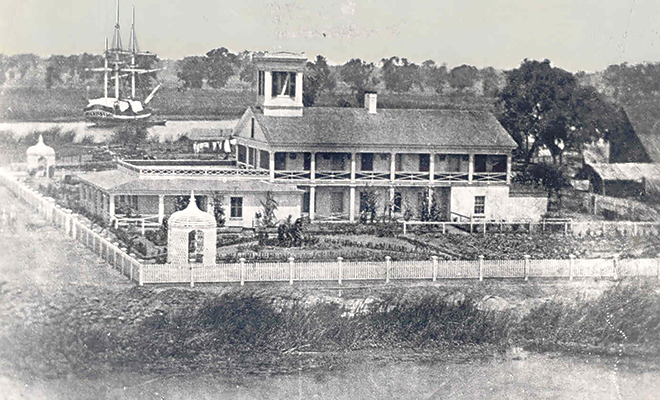
Das zweistöckige Haus „Weber Point Home“ wurde von Weber um 1850 aus Adobe-Ziegeln und dem Holz von Redwood-Bäumen errichtet.

Nach einem längeren Aufenthalt in New Orleans – in dieser Zeit kämpfte er wohl im texanischen Unabhängigkeitskrieg – wollte er 1841 nach Belleville übersiedeln, schloss sich aber unterwegs in St. Louis dem Pioniertrupp unter der Leitung von John Bidwell an, mit dem er Anfang November 1841 das damals noch mexikanische Kalifornien erreichte. Es war eine der ersten Gruppen, denen die Durchquerung des Kontinents auf den California Trail gelang. Weber erhielt 1841/42 eine Stelle als Aufseher bei Johann August Sutter, dem „Kaiser von Kalifornien“. 1842 errichtete er mit einem Kompagnon, William Gulnac, in San José eine Getreidemühle und weitere Geschäftsunternehmungen, darunter eine Schmiede, ein Hotel, einen Kaufladen sowie eine Schuh- und Seifenfabrikation.
1845 erwarb Weber fast 20.000 Hektar Land, die Gulnac zuvor von der mexikanischen Regierung gekauft hatte. Im Mexikanisch-Amerikanischen Krieg diente er als Hauptmann (Captain) auf seiten der Vereinigten Staaten. 1847 ließ er in der Hoffnung auf weiteren Zuzug von Siedlern auf seinem Landbesitz die ersten Wohngebäude und Stallungen errichten. Die Zuwanderung setzte nach der Abtretung Kaliforniens an die Vereinigten Staaten (1848) und insbesondere nach den Goldfunden bei Sutter’s Mill ein. Die prosperierende Siedlung, zunächst Tuleburg genannt, erhielt von Weber später nach dem Offizier Robert F. Stockton den Namen Stockton. Sie entwickelte sich zu einem Zentrum des San-Joaquin-Tals.

## Familie
Ungefähr im Jahr 1843 konvertierte der reformierte Pfarrerssohn in Mexiko zur katholischen Konfession und änderte seinen Namen in Don Carlos Maria Weber, was die Voraussetzung für den Erwerb der mexikanischen Staatsbürgerschaft und für Grundbesitz zu dieser Zeit in Kalifornien war. Er war verheiratet mit Helen Murphy (1822–1895), Tochter von Martin Murphy, einer einflussreichen irischen Einwandererfamilie in Kalifornien. Mit ihr hatte er zwei Söhne, Charles Martin Weber (1851–1912) und Thomas Jefferson Weber (1855–1892), und die Tochter Julia Helen Weber (1853–1935).